# La Providencia, Álamo Temapache
La Providencia är en ort i Mexiko.   Den ligger i kommunen Álamo Temapache och delstaten Veracruz, i den sydöstra delen av landet, 220 km nordost om huvudstaden Mexico City. La Providencia ligger 47 meter över havet och antalet invånare är 577.
Terrängen runt La Providencia är huvudsakligen platt, men åt sydväst är den kuperad. Runt La Providencia är det ganska tätbefolkat, med 78 invånare per kvadratkilometer. Närmaste större samhälle är Álamo, 7,9 km norr om La Providencia. Trakten runt La Providencia består till största delen av jordbruksmark.